# 博德瓦河畔摩爾達瓦
博德瓦河畔摩爾達瓦是斯洛伐克的城鎮，位於該國東南部，由科希策州負責管轄，面積31.88平方公里，海拔高度216米，2005年人口9,899，其中七成居民信奉羅馬天主教。

## 外部連結
- Official website